# الصنابح المرباظة (الحد)

تعديل مصدري - تعديل

الصنابح - المرباظة هي إحدى قرى عزلة الحد بمديرية الحد التابعة لمحافظة لحج، بلغ تعداد سكانها 148 نسمة حسب تعداد اليمن لعام 2004.